# Суспільне Тернопіль
«Суспільне Тернопіль» (Фі́лія АТ «НСТУ» «Тернопільська регіона́льна дире́кція») — українська регіональна суспільна телерадіокомпанія, філія Національної суспільної телерадіокомпанії України, до якої входять однойменний телеканал, радіоканал «Українське радіо Тернопіль» та діджитал-платформи, які мовлять на території Тернопільської області.

## Історія

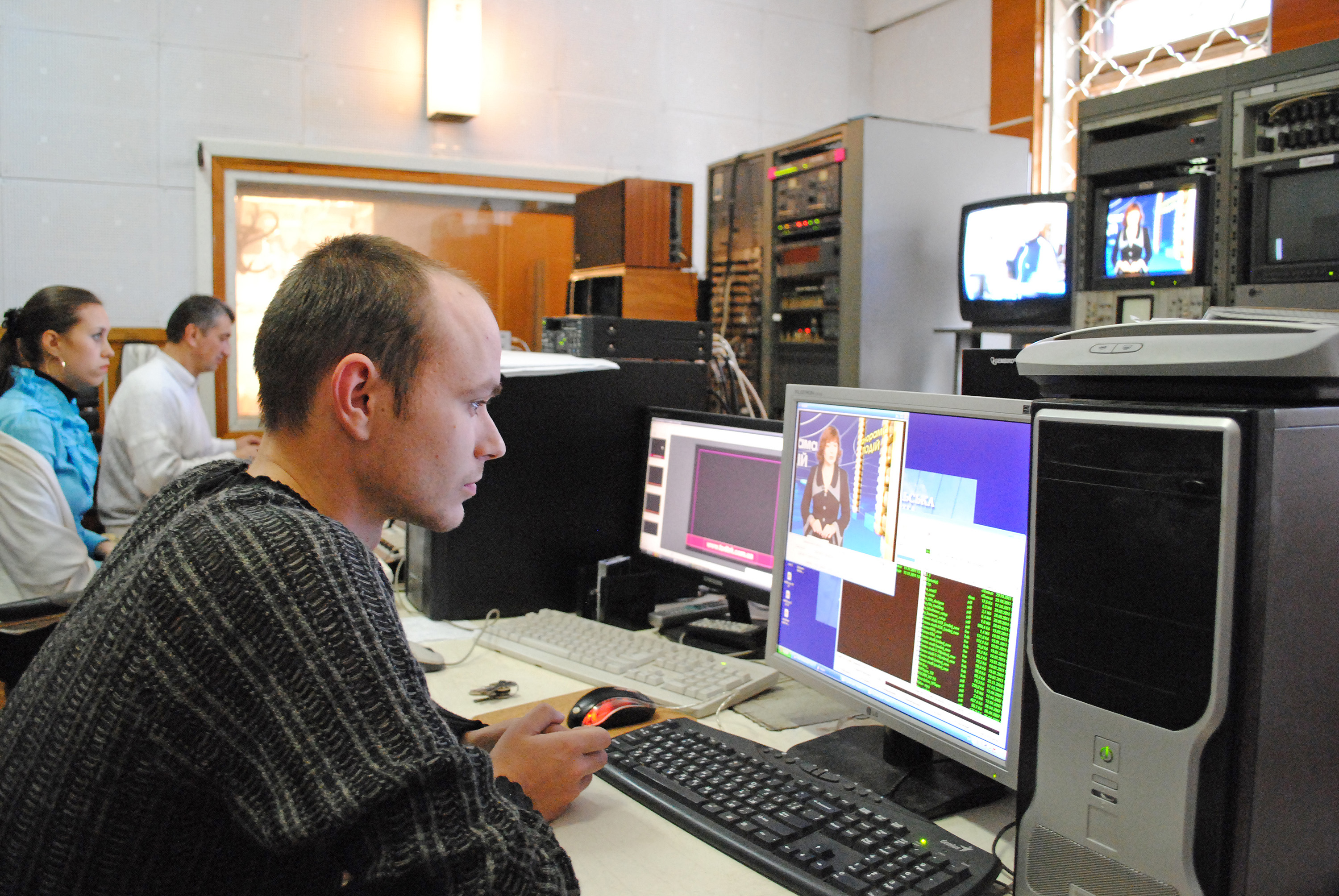
В апаратній телерадіокомпанії

Заснована у березні 1940 з організацією обласного радіо.
Обласне телебачення діє від квітня 1992.
З 2017 року телерадіокомпанія є філією українського Суспільного мовлення — Національної суспільної телерадіокомпанії України.
13 грудня 2018 року телерадіокомпанія «ТТБ» змінила назву на «UA: Тернопіль». 2 січня 2019 року телеканал філії отримав однойменну назву.
13 травня 2020 року телеканал філії розпочав мовлення у форматі 16:9.
23 травня 2022 року в зв'язку з оновленням дизайн-системи брендів НСТУ телерадіокомпанія змінила назву на «Суспільне Тернопіль».
З 20 листопада по 18 грудня 2022 року телеканал філії транслював Чемпіонат світу з футболу 2022.

## Структура
Структура телерадіокомпанії:
- адміністрація,
- творче об'єднання програм радіо,
- творче об'єднання програм телебачення,
- цех радіо,
- цех телебачення,
- група енергетики та спецосвітлення,
- господарсько-транспортна група.

## Телебачення
«Суспільне Тернопіль» — український регіональний суспільний телеканал, який мовить на території Тернопільської області.

### Наповнення етеру
Етерне наповнення мовника — інформаційні, соціально-публіцистичні та культурно-мистецькі програми виробництва творчих об'єднань НСТУ та «Суспільне Тернопіль».

#### Програми
- «Суспільне. Студія»
- «Суспільне Новини»
- «Суспільне Спорт»
- «Тиждень. Тернопіль»

### Архівні програми
- «Суспільне. Спротив»
- «Суспільне Новини. Тернопіль»
- «Місто»
- «Я можу»
- «ЗміниТи»
- «Кривий танець»
- «Дзвони Лемківщини»
- «Дебати»
- «Мистецтво жити»
- «Історії (не) забутих сіл»
- «Ранок на Суспільному»
- «Печерні»

### Мовлення
Передача цифрового мовлення телеканалу відбувається в мультиплексі MX-5 (DVB-T2) у форматі 1080i 16:9 у HD якості. Трансляція мовника також доступна на сайті «Суспільне Тернопіль» в розділі «Онлайн».

#### Цифрове мовлення
- Бережани — 53 ТВК
- Бучач — 47 ТВК
- Кременець — 43 ТВК
- Тернопіль — 37 ТВК
- Чортків — 50 ТВК

## Радіо
У Тернопільській області НСТУ мовить на радіоканалі «Українське радіо Тернопіль».

### Мовлення
- Тернопіль — 87,7 МГц
- Бережани — 103,2 МГц
- Горішня Вигнанка — 101,9 МГц
- Кременець — 107,9 МГц
- Лозова — 87,7 МГц
- Підзамочок — 102,7 МГц
- Чортків — 101,9 МГц
- Шумськ — 101,6 МГц

## Діджитал
У діджиталі телерадіокомпанія «Суспільне Тернопіль» представлена вебсайтом та сторінками у Facebook, Instagram, YouTube та Telegram. Крім того, на сайті «Суспільне Новини» є розділ про новини Тернопільщини.
Станом на лютий 2023 року сумарна авдиторія «Суспільне Тернопіль» у соцмережах налічує понад 100 тисяч підписників.

## Логотипи
Телерадіокомпанія змінила 2 логотипи. Нинішній — 3-й за рахунком.
| Логотип | Опис                                            |
| ------- | ----------------------------------------------- |
|         | Логотип з 2002 року до 12 грудня 2018 року      |
|         | Логотип з 13 грудня 2018 до 22 травня 2022 року |
|         | Логотип з 23 травня 2022 року дотепер           |

### Хронологія назв
| Дата      | Назва                 |
| --------- | --------------------- |
| 1963—2019 | «ТТБ»                 |
| 2018—2022 | «UA: Тернопіль»       |
| з 2022    | «Суспільне Тернопіль» |

## Керівництво
- Юрій Кійко — менеджер
- Зоряна Биндас — продюсерка.

## Нагороди
Ряд творчих працівників нагороджені почесними грамотами Президента України, ВР і КМ України.